# Yankee Lake (Ohio)
Pour les articles homonymes, voir Yankee Lake.
Yankee Lake est un village américain situé dans le comté de Trumbull, dans l'Ohio. Selon le recensement de 2010, sa population est de 79 habitants.